# Joseph Philippe de Clairville
Joseph Philippe de Clairville (1742–31 de juliol de 1830) va ser un botànic i entomòleg francès que va ser especialment actiu a Suïssa. La col·lecció De Clairville de Coleoptera, de gran interès es troba al Museu d'Història Natural de Basilea. També es va interessar en els ordres Diptera i Odonata.
Després de la seva estada a Nyon i Bex es va traslladar a Winterthur el 1782, on va viure fins a la seva mort el 1830.
De Clairville va escriure Helvetische Entomologie publicada a Zúric el 1798 i traduïda Naturgeschichte der Hof- und Stubenvögel per Johann Matthäus Bechstein al francès com Manuel de l'amateur des oiseaux de volière (1825).